# IC 3967
IC 3967 је спирална галаксија у сазвјежђу Ловачки пси која се налази на листи објеката дубоког неба у Индекс каталогу.
Деклинација објекта је + 36° 7' 47" а ректасцензија 12h 59m 12,8s. Привидна величина (магнитуда) објекта IC 3967 износи 15,2 а фотографска магнитуда 16,1. IC 3967 је још познат и под ознакама MCG 6-29-5, CGCG 189-7, NPM1G +36.0293, PGC 44561.